# Essigsäuredecylester
Essigsäuredecylester ist eine chemische Verbindung aus der Gruppe der Ester der Essigsäure. Es ist ein Naturstoff und zählt zu den (wohlriechenden) Fruchtestern. Der Ester leitet sich von der Essigsäure und von 1-Decanol ab.

## Vorkommen
Decylacetat kommt in verschiedenen Früchten vor, beispielsweise in Garten-, Walderdbeeren und Äpfeln. Außerdem ist es Bestandteil der Schalenöle vieler Zitrusfrüchte, z. B. von Grapefruit, Orangen, Daidai, sowie Bitterorange, Zitrone, Limette und Mandarine. Auch kommt es im Blattöl von Backhousia bancroftii (Gattung Backhousia) vor. Außerdem kommt es zu etwa 3 % unter den flüchtigen Verbindungen in den Samen von Hibiscus abdelmoschus (Gattung Bisameibisch) vor.
Es ist außerdem Bestandteil der Pheromone diverser Insekten. Beispielsweise besteht das Alarmpheromon von Frankliniella occidentalis aus Decylacetat und Dodecylacetat. In kleiner Menge kommt es im Pheromon der Saateule (Agrotis segetum), von Schizura concinna, sowie des Weidenbohrers (Cossus cossus) vor. Es kommt außerdem im Pheromon der Honigbiene vor. Den Ameisen-Arten Formica schaufussi, sowie Formica pergandei und Formica subintegra dient es als Allomon.

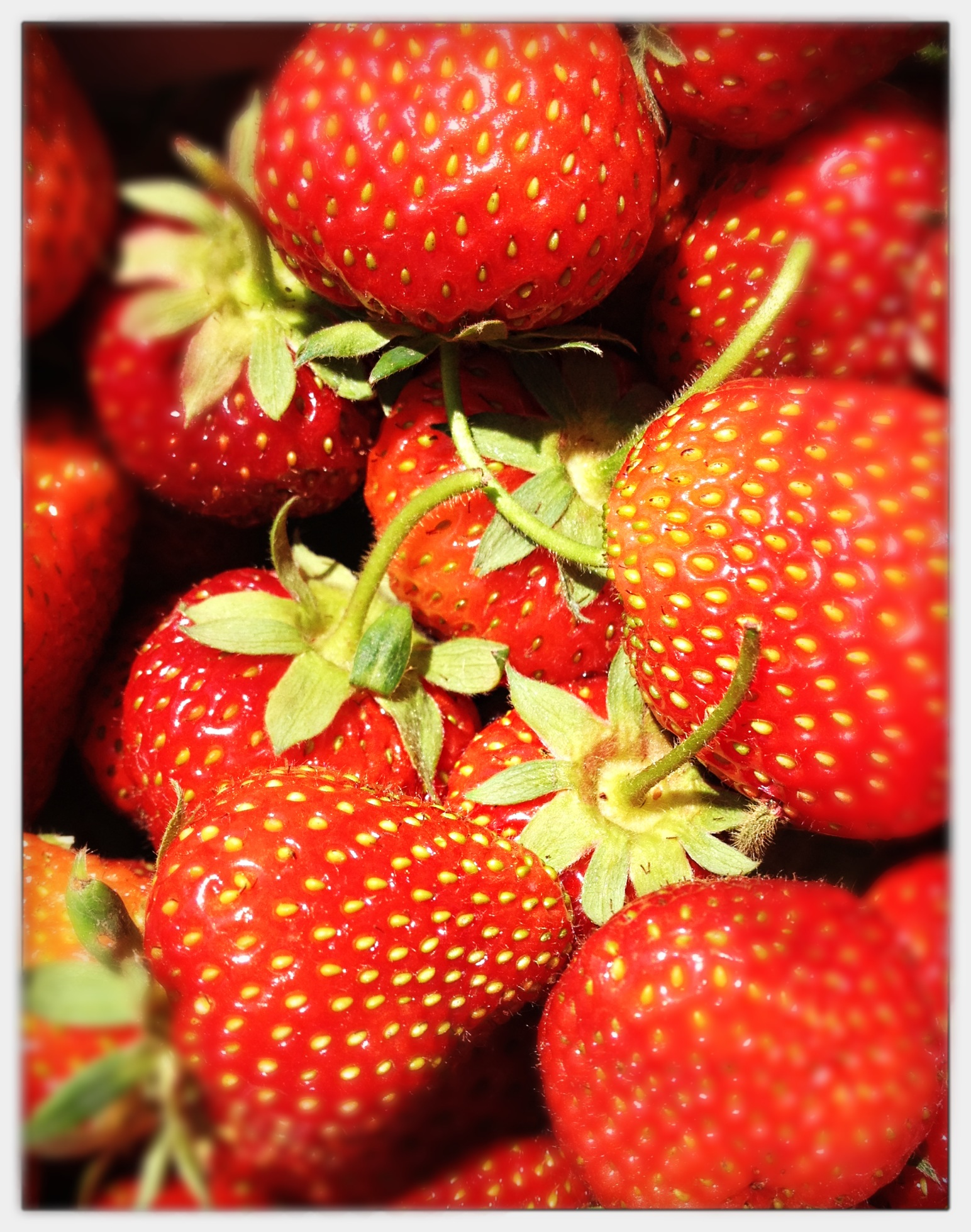
Erdbeeren
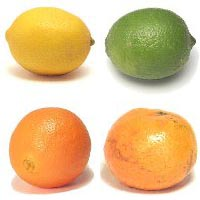
Zitrusfrüchte
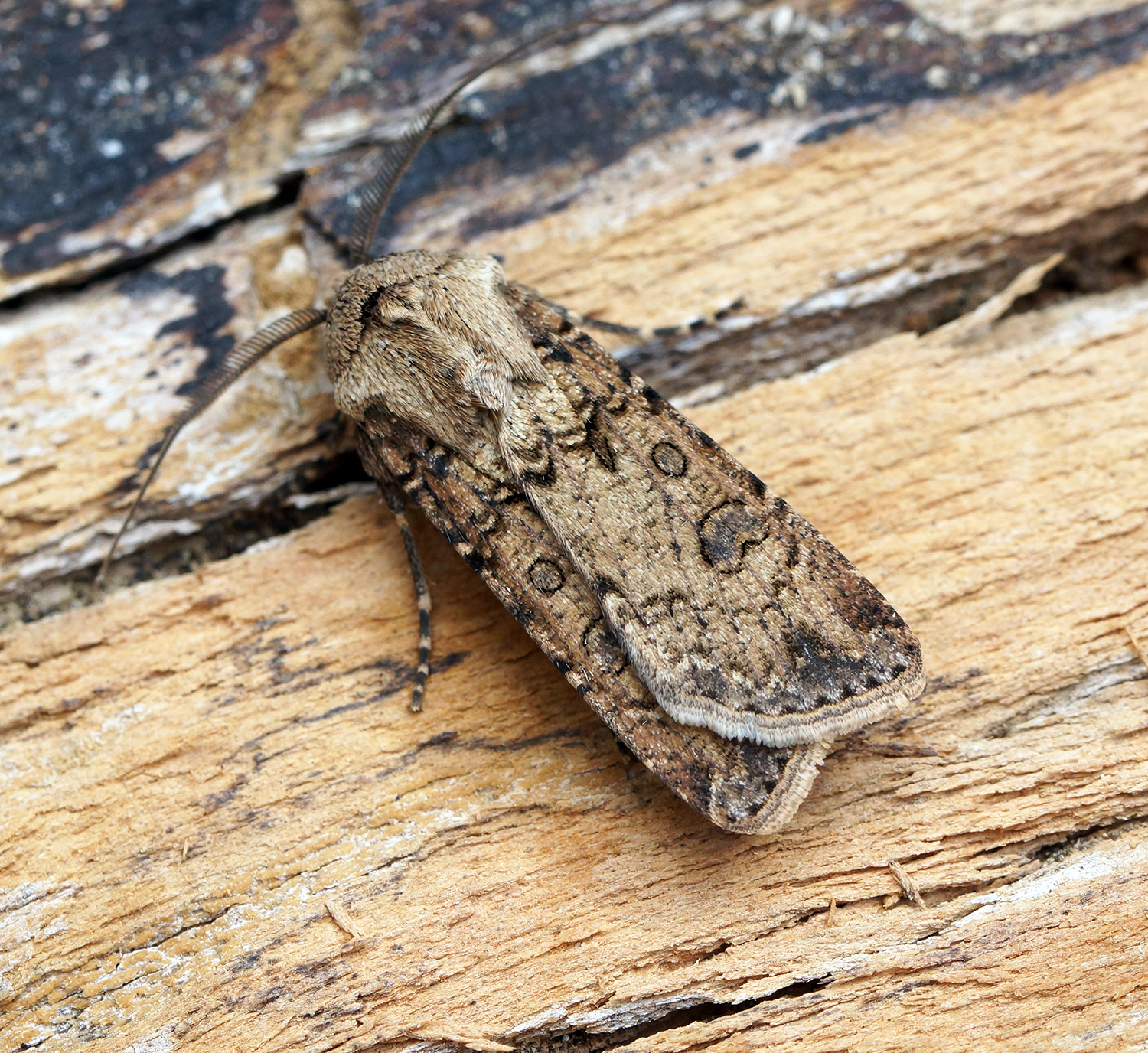
Saateule
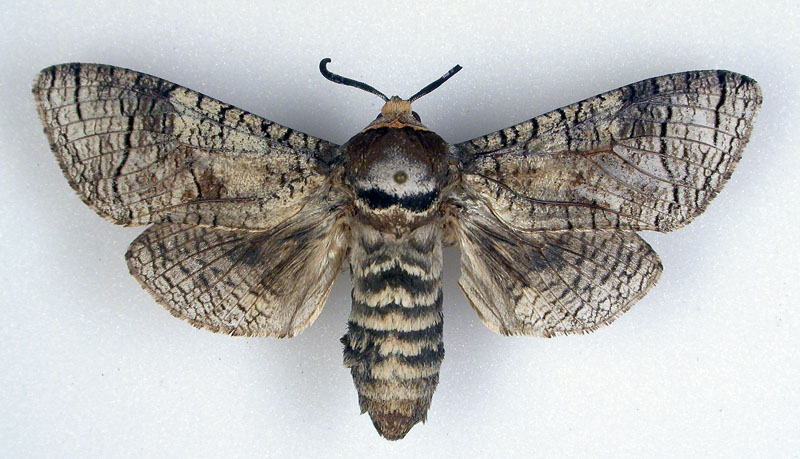
Weidenbohrer

## Biosynthese
Durch Experimente mit Isotopenmarkierungen wurde die Biosynthese von Decylacetat bei Formica schaufussi untersucht. Diese verläuft demnach überwiegend über direkte Veresterung von 1-Decanol mit Acetat beziehungsweise Essigsäure.

## Darstellung
Essigsäuredecylester kann durch Veresterung von 1-Decanol mit Essigsäure oder Essigsäureanhydrid hergestellt werden.

## Eigenschaften
Essigsäuredecylester ist eine farblose bis leicht gelbliche Flüssigkeit, die praktisch unlöslich in Wasser ist. Sie hat einen blumigen, orangenartigen Geruch und einen charakteristischen Geschmack. Bei hoher Verdünnung hat sie einen süßen Geschmack mit einem ananasähnlichen Unterton.

## Verwendung
Essigsäuredecylester wird als Apfel-, Orangen- und Rumaroma verwendet. Es wird seit 1930 eingesetzt. In der EU ist es unter der FL-Nummer 09.009 als Aromastoff für Lebensmittel allgemein zugelassen.